# Кожуховский поход

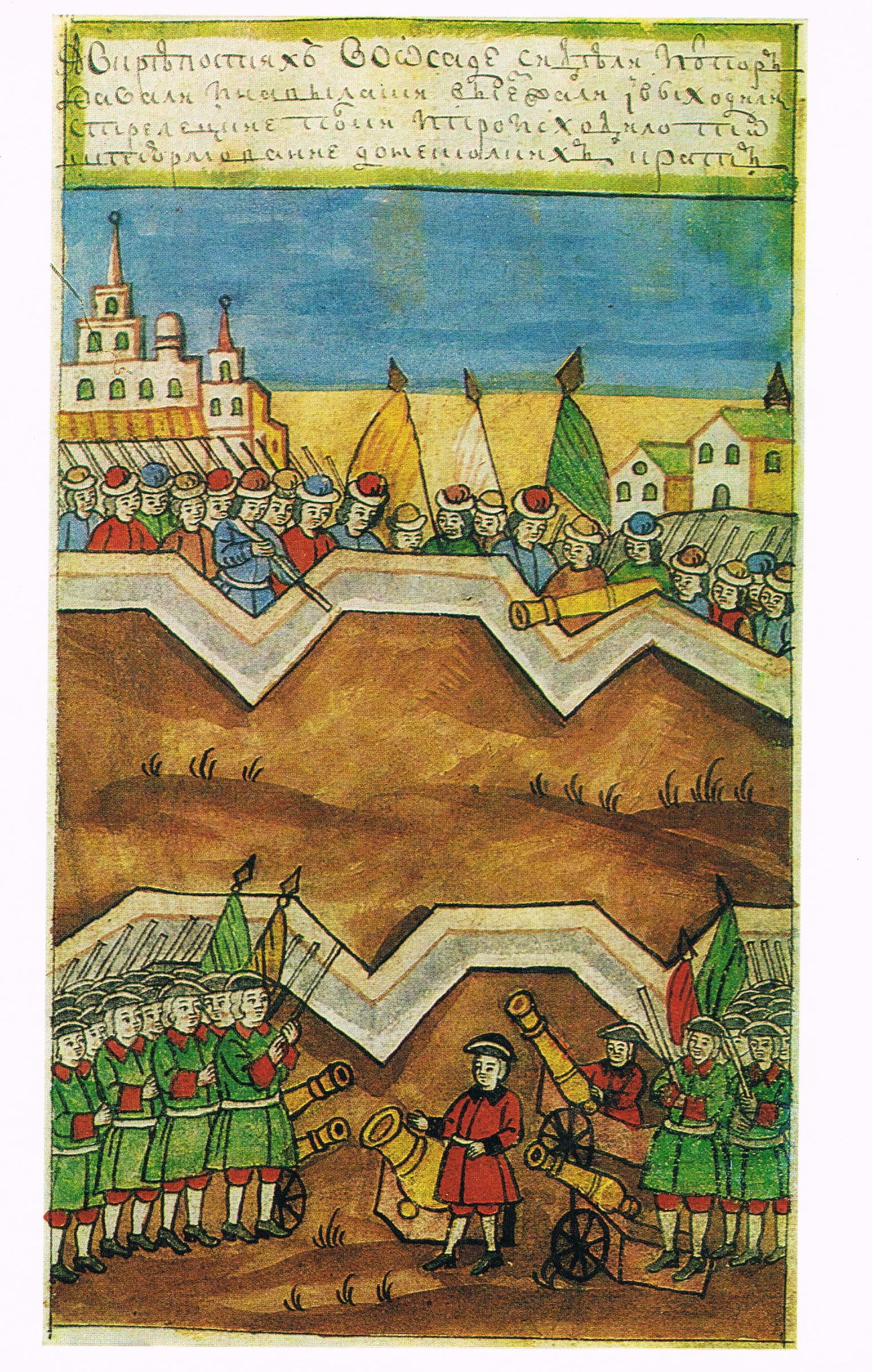
Миниатюра из рукописи 1-й половины 18 века «История Петра I», сочинение П. Крекшина. Собрание А. Барятинского. ГИМ. Военные учения у села Коломенского и деревни Кожухово.

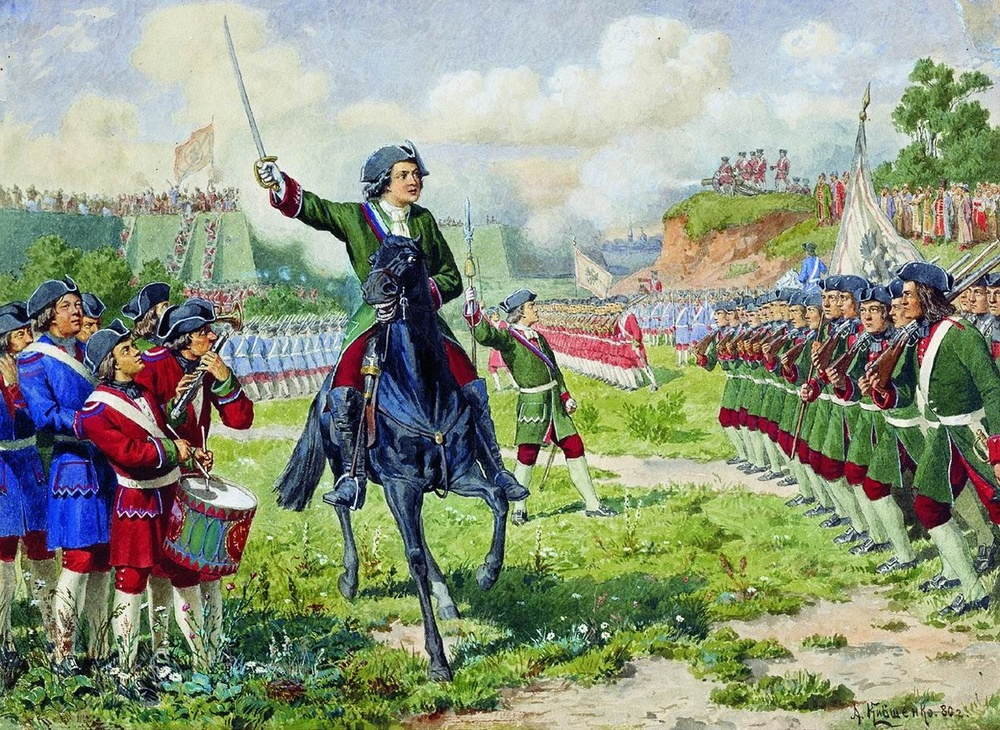
Алексей Кившенко, «Военные игры потешных войск Петра I под селом Кожухово.» 1882 год.

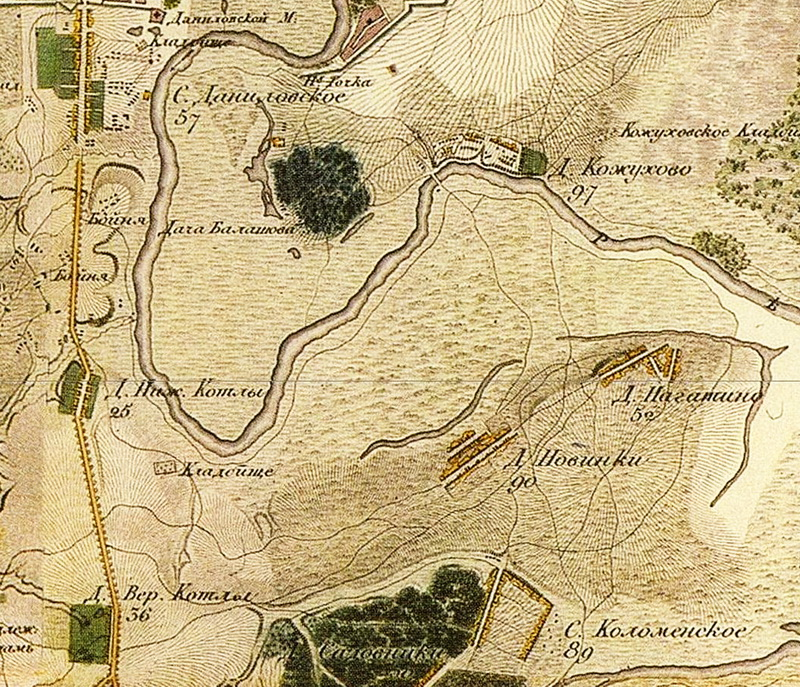
Село Кожухово и его окрестности, на фрагменте карты 1818 года.

Кожуховский поход, или Большой потешный поход Кожуховский (27 сентября (7 октября) — 17 (27) октября 1694 года) — крепостные (инженерные) манёвры русских войск, организованные Петром I со своими сподвижниками у села Кожухово, которое находилось в 4-х верстах от Москвы справа от Коломенской дороги неподалёку от Симонова монастыря, на правом берегу реки Москвы. Пётр I принял в маневрах самое деятельное участие в звании бомбардира Преображенского полка.
Кожуховский поход был фактически первыми крупными инженерными военными учениями в истории России. Поход показал отдельные преимущества полков «нового строя» и вскрыл необходимость проведения военной реформы в русском государстве. Его опыт был использован в Азовских походах 1695—1696 годов и последующих военных кампаниях.

"Об екзерцициях военных можем сказать, что были весьма к прогрессу обучения его величеству и всем молодым людям. Напомню о той потехе, которая была под Кожуховым в Коломенских лугах, о которой могу сказать, что едва какой монарх в Европе может учинить лучше.— Князь Б. И. Куракин. Гистории о царе Петре Алексеевиче и ближних к нему людях.

## Подготовка к манёврам
Постепенно потешные игры Петра I стали принимать всё больший размах и превращаться в подлинные манёвры. В 1694 году Петр I приказал построить на берегу Москвы-реки у деревни Кожухово, что недалеко от Коломенского, небольшую деревянную крепостицу на 5000 человек гарнизона по составленному генералом П. Гордоном плану. Она состояла из правильного пятиугольного бруствера с амбразурами, бойницами и рвом в 4 аршина глубины.
Гарнизон её состоял из стрельцов, а также вооруженных для этого случая приказных дьяков, подьячих и дворян, собранных чуть ли не со всей Москвы. Во время подготовки к походу был издан указ о высылке стольников, стряпчих и дворян к ратному учению. Люди приезжали в Москву, записывали приезды свои в Разряде, а из Разряда их всех отсылали в Преображенское, указывая явиться к князю Ф. Ю. Ромодановскому, в Большой полк.

## Цели
Большой потешный поход проводился в целях (для разных сторон):
- отмобилизования личного состава;
- слаживания частей и подразделений;
- взаимодействия частей и подразделений различных родов оружия;
- отработки тактики наступательного боя с преодолением водной преграды и осадой укрепления противника;
- инженерного обеспечения боя;
- оборонительного боя.

П. О. Бобровский цитирует П. Гордона:

Полки должны быть приучены располагаться на позиции совокупно и сражаться в боевом порядке: как должно овладеть дефилеем (Engpass), располагаться по овладении им и укрепиться, прикрываясь рогатками с трёх сторон на берегу реки. Полки должны: научиться строить циркумвалационную линию, делать апроши и воздвигать редуты и батареи для пушек и мортир; строить минные галереи. Нужно построить паромы на судах для переправы через реку.— П. О. Бобровский. История лейб-гвардии Преображенского полка. 1683—1725. Т. 1. СПб., 1900. — с. 242.

## Войска
Все собранные для манёвров войска составили две армии: атакующей стороной являлись полки «нового строя» и поместная конница, обороняющейся — в основном, стрелецкие полки.
- «Генералиссимус и польский король» И. И. Бутурлин собрал свои войска для обороны крепости у села Воскресенского на Пресне[3]:
  - 6 стрелецких полков — 4392 человека личного состава;
  - 11 конных рот из подьячих и 2 роты из дьяков — 920 человек личного состава;
  - рота есаулов;
  - так называемые завоеводчики, алебардщики;
  - рота дворовых людей;
  - и прочих (всего около 7500 человек).
- «Генералиссимус Фридрих» Ф. Ю. Ромодановский[4] собрал свои войска в селе Семёновское:
  - Преображенский полк (= 16 рот, два полчка; генерал-майор А. М. Головин и полковник Г. фон Менгден);
  - Семёновский полк (= 12 рот; полковник И. И. Чамберс);
  - Лефортовский полк (= 6 рот; генерал Ф. Лефорт);
  - Бутырский полк (= 10 рот; генерал П. Гордон);
  - 8 выборных рейтарских рот;
  - 20 рот поместной конницы (стольничьих), в другом источнике указан Конный полк служилых людей помещиков (Дворянский полк служилых людей)[3];
  - три роты гранатчиков;
  - две роты даточных людей: нахалов (пешая рота) и налётов (конная рота).

Во Втором отряде действовал сам царь под псевдонимом Пётр Алексеев в чине бомбардира (в другом источнике в чине капитана бомбардирской роты), возможно, командовал инженерами и артиллерией.
По свидетельству Лефорта, было собрано 40 000 человек личного состава войска, по другим данным, в Большом потешном походе участвовало только около 14 000.

## Ход манёвров
23 сентября армия И. И. Бутурлина собралась близ Нововоскресенского, что на Пресне, и выступила со всеми обозами и запасами из Москвы к Кожухову. Ей предписано было занять Кожуховскую крепость и оборонять её при нападении, время которого определено не было. Через три дня (26-го сентября) собралась армия Ф. Ю. Ромодановского в селе Семёновском, откуда с распущенными знамёнами и барабанным боем пошла через Москву. Ф. Ю. Ромодановский полагал в тот же день перейти реку Москву, но Бутурлин, узнав о движении неприятеля, приказал развести мост.
Сначала передовые части завязали перестрелку, а потом приняли участие в сражении и главные силы обоих отрядов. Первое это дело кончилось тем, что Бутурлин удержал кожуховский мост за собою, а Ромодановский должен был возвратиться для ночлега в московские предместья. На следующий день манёвры начались переправой атакующих войск через Москву-реку. Потешные Преображенский и Семеновский полки посланы были в деревню Тюхоны приготовлять суда нового изобретения, несколько барок с бойницами по бортам к полудню были готовы. Их связали вместе, наполнили людьми и пустили по течению реки. Принимая суда эти за брандеры, Бутурлин беспрепятственно дал им пристать к берегу, от которого по тому же заблуждению отошли все караулы. Странная выдумка эта дала возможность устроить переправу, которая, несмотря на сильный дождь, удвоивший ширину реки, была скоро окончена. Этому способствовало ещё то, что вся кавалерия перешла вброд, а Потешные Семеновские переехали на лодках у Тюхоны.
Переправившись, Ромодановский оттеснил Бутурлина до Кожухова и расположился лагерем в виду неприятеля, ушедшего в крепость. 3 октября два стрелецких полка сделали вылазку, но после «крепкого» 1,5 часового боя вынуждены были отойти.
4 октября атакующая сторона сделала приступ на ретраншемент, который оборонял генерал А. Ф. Траурнихт. После боя, который продолжался 2 часа (по Устрялову — 4 часа), осаждённые бежали в свой лагерь, при этом атакующие по их следам ворвались в крепость.
7 октября на военном совете было решено повторить штурм крепости, так как стрелецкие полки побежали слишком рано: так, 8 октября «польский король» вновь занял крепость, в то же время часть наружного вала осталась за нападавшими.
По плану, составленному П. Гордоном, решено было вести два подкопа против смежных бастионов. Инженерные работы велись в течение недели. Подкоп Преображенского полка был открыт стрельцами 11 октября и залит водой, который преображенцы откачивали при помощи помп. «Минная война» продолжилась 12 октября.
15 октября назначен был новый приступ — наступление на крепость. Вместо «потешного» боя разгорелось настоящее, кровопролитное сражение. 16 октября по причине непогоды, дело ограничилось бомбардированием. Общее сражение произошло 17 октября, столь же ожесточённое. Взятых в плен обезоружили продержали ночь связанными, но затем освободили, и все они участвовали в грандиозном пире, устроенном Петром для победителей и для побеждённых.

## Специфика манёвров
Стрелецкие полки обороняли специально сооружённую крепость, с земляным валом высотой 3,5 метра, глубоким рвом и бойницами. Наступавшие потешные и солдатские полки обязаны были рыть траншеи, подкопы, взрывать крепостной вал и штурмовать крепость. Однако осаждавшие столь быстро добились успеха, что Пётр распорядился отвести их на исходные рубежи и начать штурм заново.
В Кожуховском сражении использовались все приёмы ведения войны. План сражения, его сценарий составлял Патрик Гордон — наставник Петра в военном деле. Как участники Кожуховской баталии, так и её наблюдатели были уверены, что войска готовятся к войне с Турцией. Потому и игра велась «по-настоящему». И осаждающие, и осаждённые настолько вошли в роли, что не щадили друг друга. В результате оказалось много раненых и даже один убитый. В другом источнике указано: с обеих сторон было убито с 24 персоны и ранены с пятьдесят (в числе раненых оказался генерал Ф. Лефорт).

## Итоги манёвров
Кожуховский поход стал заключительным актом военно-практических занятий Петра I под руководством П. Гордона, начавшихся в 1690 году.